# SC Köthen 09
Der SC Köthen 09 war ein deutscher Sportverein aus der anhaltischen Stadt Köthen. Die Fußballabteilung gewann zweimal die Meisterschaft der Gauliga Anhalt und qualifizierte sich dadurch für die  mitteldeutsche Fußballmeisterschaft.

## Geschichte
Der Verein wurde 1909 als SC Cöthen 09 gegründet. Mit Gründung der Gauliga Anhalt zur Spielzeit 1909/10 spielte der Verein innerhalb des Verbandes Mitteldeutscher Ballspiel-Vereine (VMBV) erstklassig. Im August 1912 schloss sich der Verein dem TC Cöthen an und spielte fortan unter dem Namen Sp.Abt. 09 im TC Cöthen. Im Zuge der Spielklassenreform des VMBV 1919 waren die Gauligen nur noch zweitklassig und wurde durch größere Kreisligen ersetzt, der nun wieder in SC Cöthen umbenannte Verein spielte fortan unterklassig. Erst zur Spielzeit 1923/24 wurden seitens des VMBV die Kreisligen abgeschafft und die zahlreichen Gauligen fungierten wieder als erste Spielklassen. Ab 1927 trägt die Stadt den Namen Köthen. 1926/27 wurde der Verein mit 5 Punkten Vorsprung vor dem Dessauer SV 98 erstmals Gaumeister Anhalts. Dadurch qualifizierte sich Köthen für die mitteldeutsche Endrunde, in der der Verein jedoch nach einer 1:2-Niederlage gegen den Gaumeister Nordthüringens SC Erfurt bereits in der ersten Runde ausschied. Der Gaumeistertitel konnte 1927/28 erfolgreich verteidigt werden, dieses Mal setzte sich die Mannschaft mit einem Punkt vor dem Lokalrivalen Cöthener FC Germania 03 durch. Aber auch in dieser Spielzeit schied der SC Köthen bereits in der ersten Runde der mitteldeutschen Fußballendrunde aus. Gegen den VfL 1911 Bitterfeld, seines Zeichens Gaumeister Muldes, setzte es eine 0:4-Niederlage. Der SC Köthen verblieb bis zur Spielzeit 1931/32 in der Gauliga Anhalt, bevor der Verein zur Spielzeit 1932/33 in die 2. Klasse abstieg.
Im Zuge der Gleichschaltung wurde der VMBV und demzufolge auch die Gauliga Anhalt wenige Monate nach der Machtübernahme der Nationalsozialisten im Jahre 1933 aufgelöst und die Vereine in den Fußballgau Mitte eingeordnet. Dem SC Köthen gelang keine Teilnahme an der erstklassigen Gauliga Mitte. 1945 wurde der Club aufgelöst, eine Neugründung wurde, wie beim Lokalrivalen SV Köthen 02, nicht vollzogen.

## Erfolge
- Gaumeister Anhalt und somit Qualifikation für die mitteldeutsche Fußballmeisterschaft: 1926/27, 1927/28